# Nebridia
Nebridia Simon, 1902 è un genere di ragni appartenente alla famiglia Salticidae.

## Distribuzione
Le quattro specie oggi note di questo genere sono diffuse in America centrale e meridionale: in particolare 2 specie sono endemiche dell'isola di Hispaniola, una dell'Argentina e una del Venezuela.

## Tassonomia
A dicembre 2010, si compone di quattro specie :
- Nebridia manni Bryant, 1943 — Hispaniola
- Nebridia mendica Bryant, 1943 — Hispaniola
- Nebridia parva Mello-Leitão, 1945 — Argentina
- Nebridia semicana Simon, 1902[2] — Venezuela